# Homo naledi
Homo naledi vrsta je u rodu Homo, srodna suvremenoj ljudskoj vrsti Homo sapiens. Ovu su vrstu 2013. godine otkrila dva speleologa u špiljskom kompleksu Rising Star Cave u južnoafričkoj pokrajini Gauteng. Speleolozi Rick Hunter i Steven Tucker otkrili su ostatke najmanje petnaest osoba što je najveće pojedinačno otkriće humanoidne vrste ikad u Africi. Humanoidi su bili visoki 1,5 metar i teški oko 45 kilograma.

## Galerija
- Rekonstrukcija lica

## Vanjske poveznice
|  | Zajednički poslužitelj ima još gradiva o temi Homo naledi |